# لازاروس بابادوبولوس
لازاروس بابادوبولوس (باليونانية: Λάζαρος Παπαδόπουλος)‏ مواليد 3 يونيو 1980 في كراسنودار، الاتحاد السوفيتي، هو لاعب كرة سلة يوناني معتزل. بدأ مسيرته الاحترافية في سنة 1996. يبلغ طوله 7 قدم 0 بوصة (2.1 م). مثّل منتخب بلاده. شارك في دورة الألعاب الأولمبية الصيفية سنة 2004. حقق المركز الأول في بطولة أمم أوروبا لكرة السلة 2005. اعتزل اللعب في 2014.

## المسيرة الاحترافية
لعب مع نادي باناثينايكوس لكرة السلة من سنة 2001 إلى 2003، ثم لعب مع ريال مدريد لكرة السلة في الدوري الإسباني في موسم 2007–2008، ثم لعب مع فورتيتودو بولونيا في الدوري الإيطالي في موسم 2008–2009، ثم لعب مع خيمكي في الدوري الروسي في سنة 2011، ثم لعب مع نادي أولمبياكوس لكرة السلة في موسم 2011–2012.

## الإنجازات

### النادي
- الدوري الأوروبي لكرة السلة : (2002، 2012)
- الدوري اليوناني لكرة السلة: (2003، 2012)
- كأس اليونان لكرة السلة : (2003)
- كأس أوروبا لكرة السلة : (2006)

### المنتخب
- بطولة أمم أوروبا لكرة السلة 2005:  ذهبية

## روابط خارجية
- لازاروس بابادوبولوس على موقع الاتحاد الدولي لكرة السلة (الإنجليزية)
- لازاروس بابادوبولوس على موقع الدوري الأوروبي لكرة السلة (الإنجليزية)
- لازاروس بابادوبولوس على موقع الدوري الإسباني لكرة السلة (الإسبانية)
- لازاروس بابادوبولوس على موقع كرة السلة الأوروبية.كوم (الإنجليزية)
- لازاروس بابادوبولوس على موقع ريلجم (الإنجليزية)
- لازاروس بابادوبولوس على موقع بروبوليرز (الإنجليزية)
- لازاروس بابادوبولوس على موقع سبورتس رفرنس (الإنجليزية)
- لازاروس بابادوبولوس على موقع أوليمبيديا (الإنجليزية)